# ふるさときゃらばん
ふるさときゃらばんは、かつて活動していた日本のミュージカル劇団。本部所在地は東京都小金井市であった。略称はふるきゃら。47都道府県1200自治体で公演し、総観客動員数は430万人を記録した。
"日本人の暮らし”をテーマにオリジナルのミュージカルを創り、全国各地を巡演し、ミュージカルに縁のないサラリーマンや農村地域の人々に絶大な人気を誇った。テクニックよりも生命力、高尚さより親しみやすさを前面に出した、庶民目線の独特の作風で知られた。劇中の音楽はすべて生演奏であり、「たった5人のオーケストラ」と賞され、音楽関係者にも多くのファンを持っていた。山田洋次監督が1975年に松竹80年記念映画として制作、同年10月25日に公開した同胞 (映画)劇中に登場する劇団は、のちのふるさときゃらばん主宰者である石塚克彦率いた作品ふるさと(ミュージカル)上演チームであった。

## 来歴
1983年、劇団新制作座の流れを汲む統一劇場から独立するかたちで劇団ふるさときゃらばんを創立。同じ時期、統一劇場からは希望舞台が独立している（統一劇場はのちに現代座に改称）。旗揚げ作品「親父と嫁さん」は、第40回文化庁芸術祭賞(1985年）を受賞。
年間約200ステージもの地方公演をこなし、ミュージカルを通じた村おこしをテーマに、独自の人脈や応援団と称する地方実行委員会を組織したプロモーション活動により、公演回数もさることながら、動員観客数も10年余で100万人を突破するなどの特徴を持った活動をしていた。その制作手腕は高く評価され「いつも満席のふるさときゃらばん」と業界でも評判だった。
創立以来、だいこん農家の跡取り息子や、元気な農家のお母ちゃんを主人公にした「農村を舞台にしたミュージカル」を売り物としていたが、後に「日本の屋台骨を支えてきたサラリーマン」を主人公にした作品や、親子を対象に「環境」をテーマにした作品など幅を広げていくこととなる。
1990年代以降は、日本のミュージカル史上初の日米合作のミュージカルによる海外公演などを行ったほか、バルセロナオリンピックや日中国交正常化記念イベントなどにも招聘。1999年からは日本の棚田を守る自然環境イベントなどを企画し、舞台芸術のみならず幅広い活動を展開していた。
また木村政雄が吉本興業在籍時、ふるさときゃらばんの芝居を観劇し、低迷していた吉本新喜劇を再生させるきっかけを作るなど、他の劇団の運営に多大な影響を与えた。
1998年には文化放送との共催で、１年間のカリキュラムでミュージカル体験塾を企画・制作。以来10年続いた人気の企画となった。
作・演出の石塚克彦、作曲の寺本建雄、振付・主演の天城美枝と、株式会社ふるさときゃらばんの代表取締役を務めた大内義信率いる制作部による緻密な取材活動で、多くの日本オリジナルミュージカル作品を世に送り出した。テーマは常に「今を生きる日本人」。フツーの人にスポットをあて、徹底した現場への取材で本音を引き出し、骨太で痛快な作品に仕立て幅広い人々の共感を得た。

## 演劇以外の社会的活動
農村を舞台にしたミュージカル作品からスタートした来歴、また主宰者である石塚克彦の日本のふるさとへの想いから、演劇以外の社会的活動も積極的に行った。
会長に東京大学名誉教授石井進を迎え（現在の会長は東京農工大学名誉教授千賀裕太郎）、1999年、棚田学会を設立。全国棚田（千枚田）連絡協議会と連携を取りながら、文化財としての棚田、水資源涵養（かんよう）などの多面的機能を持つ棚田の保全に尽力していた。

## 自己破産へ
地方公演を主とする劇団の多くは、慢性的な財政困窮に苦しんでおり、ふるさときゃらばんも設立当初から劇団員に清貧な生活を強いていた。演劇の中でも特にミュージカルは1回の出演俳優が多数のため、安定的な財政基盤の確保は急務とされていた。大内代表の方針の基「公演活動だけで食べていく」ことを目標とし、劇団活動に集中するためアルバイトは禁止、株式会社組織とし劇団員は会社員として給与が支払われていた。そのためには制作がコンスタントに公演を決めていく必要があり、各地の公演を成功させる独自の制作システムが確立され、安定した劇団活動が高く評価されていた。
やがて、劇団では企業スポンサーを獲得し、企業広告やユニットイベントを開催する動きが出てきた。統一劇場時代から商業主義とは一線を画す舞台を行ってきた劇団員や関係者からは疑問の声もあったが、安定した生活収入を望む劇団員からは歓迎された。以後、従来の地道な地方巡演の路線と大企業の社会メセナをバックにした公演活動の二つのスタイルが確立されていった。
上記の流れから、近年は中央省庁のほか、地方自治体や公共団体が主催するイベントを企画・出演する機会も多く、設立当初の理念との解離を指摘する声もあった。前述の棚田イベントには農林水産省の関連団体から後援があったほか、リバーミュージカル「川と人と橋のものがたり」では国土交通省の支援を受けた。2008年2月には国土交通省の道路特定財源から約5億円が支出されたミュージカル「みちぶしん」に対する委員会質問により、劇団自体も「税金のムダ使い」を指摘するマスコミの批判を受けた。ミュージカル「地震カミナリ火事オヤジ」も総務省消防庁やその関連団体から助成を受けた。
劇団の人脈は多岐に渡り、劇団新制作座の流れから革新や保守、幅広い政治家とも交流があった。後半は保守化、商業主義化との批判もあった一方、地方にミュージカルを普及させた功績や、熱烈な地方応援団の存在など、劇団を支持する声も多かった。全盛期の所属劇団員は約100名であった。
設立当初から人件費や機材運搬などの費用負担が大きなネックとなっており、企業などのスポンサーからの支援に依存している部分が多かった。しかし、世界的な経済不安によって撤退するスポンサーが出るなど、経営状態は悪化していった。このため、出演者を含めた全従業員の雇用形態を変更（正社員→契約社員）するなどのリストラ策を講じてきたが、2010年2月8日、東京地裁に自己破産を申請、同月17日に破産手続き開始決定を受けて倒産した。同劇団が映画製作のために設立した「株式会社ふるきゃらシネマ」も22日までに同様に破産手続き開始決定を受けた。負債は2社合計で6億4700万円と報じられた。

## その後の展開
自己破産後の2010年4月、関係者の尽力によって、新劇団「石塚事務所・新生ふるきゃら」が結成された。劇団員は約3分の1に減少したが、管財人の許可を得てふるさときゃらばんの舞台装置などを継承し、ふるさときゃらばんの演目や新作を上演した。しかし2015年10月27日に主宰者の石塚克彦が死去したことに伴い、同年12月26日の「風そより～それでも生きている街」岡山市公演を最後として、「石塚事務所・新生ふるきゃら」は解散となった。
2016年、元劇団員の一部が新劇団「ミュージカルカンパニーふるきゃら」を結成している。

## 主な支援者
- 山田洋次 - 映画監督
- 野口久光 - 映画・ジャズ・ミュージカル評論家
- 高平哲郎 - 放送作家・評論家・劇作家・演出家
- 宮本亜門 - 演出家
- 荒井良二- 絵本作家、イラストレーター
- 木村政雄 - 元吉本興業株式会社常務取締役
- 桂春団治 (3代目) - 落語家
- 桂文枝 (6代目) - 落語家
- 立川談志 - 落語家
- 桂花團治 (3代目) - 落語家
- 坂上二郎 - コメディアン・俳優・歌手
- 野中マリ子 - 女優
- 上條恒彦 - 歌手・俳優
- 坂田明 - ジャズサックス奏者
- 山根基世 - 元NHKエグゼクティブアナウンサー（理事待遇）
- 森山眞弓 - 元環境庁長官、内閣官房長官、文部大臣、法務大臣
- 羽田孜 - 元内閣総理大臣（第80代）、農林水産大臣、大蔵大臣
- 羽田雄一郎 - 元参議院国土交通委員長、国土交通大臣
- 篠原孝 - 衆議院議員
- 古川康 - 衆議院議員、元佐賀県知事
- 中條高徳 - アサヒビール名誉顧問
- 堀田力 - 元最高検察庁検事、公益財団法人さわやか福祉財団理事長
- 牧内節男 - 元スポーツニッポン新聞社代表取締役会長
- 佐藤勝久 - 前ラフォーレ原宿（森ビル）館長
- 石井進 - 東京大学名誉教授
- 中島峰広 - 早稲田大学名誉教授
- 千賀裕太郎 - 東京農工大学名誉教授
- 山形雄策 - 脚本家
- 福田定良 - 哲学者
- 英伸三 - 写真家
- ビッグ錠 - 漫画家
- ちばてつや - 漫画家
- 矢口高雄 - 漫画家
- 佐藤藤三郎 - 農家・農業問題評論家・著作家・詩人
- 山下惣一 - 農民・作家
- 星寛治 - 農家・作家

## 主な劇団出身者
- 寺本建雄 （創立メンバー）- 作曲家・イラストレーター・演奏家
- 上條恒 （第6期生）- 俳優・三ツ星キッチン主宰
- 板津淳 （第9期生）- 俳優、株式会社エドウィン・コパード・ジャパン代表取締役社長
- 多岐川装子 （第12期生）- 女優・シャンソン歌手

## 主な上演作品と受賞歴
（ ）は公演期間

### カントリーミュージカル
- 親父と嫁さん（1983年 - 1986年） - 1985年度文化庁芸術祭賞受賞
- 兄んちゃん（1985年 - 1987年） - 1987年度文化庁芸術祭参加作品
- ザ・結婚（1986年 - 1988年）
- ムラは3・3・7拍子（1988年 - 1992年） - 初の47都道府県公演を達成
- 男のロマン女のフマン（1993年 - 1995年）
- パパは家族の用心棒（1996年 - 1998年） - 1997年第4回水産ジャーナリストの会年度賞受賞
- 噂のファミリー 1億円の花婿（1999年 - 2001年） - 2000年第2回東京芸術劇場ミュージカル月間公演優秀賞
- トランクロードのかぐや姫（2010年 - ）

### サラリーマンミュージカル
- ユーAh!マイSUN社員（1990年） - 1990年度文化庁芸術祭参加
- サラリーマンの金メダル（1992年 - 1993年） - 1992年度文化庁芸術祭参加 - 1993年日本初のミュージカル海外輸出
- 裸になったサラリーマン（1994年 - 1996年） - 1996年第4回スポニチ文化芸術大賞グランプリ受賞
- Oh!マイSUN社員（1997年 - 1998年） - 初の特設劇場FURUCARAシアター公演
- パパの明日はわからない（2002年 - 2005年） - 2002年第14回池袋演劇祭大賞受賞

### おとなとこどものファンタジーミュージカル
- クマゴンの森（1993年 - 2000年）
- 瓶ヶ森の河童（1999年 - 2002年）
- 天狗のかくれ里（2003年 - 2006年）
- 雲たか山の鬼（2008年 - 2010年）

### パブリックミュージカル
- リバーヘッド（2001年 - 2005年）
- あしたくる風（2003年 - 2007年）
- みちぶしん（2005年 - 2008年）
- カントリーチャレンジャー（2005年）
- ホープ・ランド（2008年 - 2010年）

### スペクタクルイベント
- LABOR OF LOVE（1991年 - 1992年） - 日本のミュージカル史上初の日米合作＆ツアー作品、バルセロナオリンピック芸術祭参加作品
- 川と人と橋のものがたり（1989年 - 1996年） - 1989年第6回日本イベント大賞最優秀企画賞受賞
- 朝日村ファンタジー（1993年） - 信州博覧会イベント、上條恒彦との共演
- ミュージカルとJAPAN食のイベント（1997年）
- 駆けろ!架けろ!YATTOSEY!（1997年 - 98年） - 神戸-鳴門ルート全通記念事業
- リバー・ピープル〜川とたたかう人々（2000年） - 白根市制40周年記念事業、大河津分水路通水80周年・関屋分水路通水30周年記念イベント
- 20世紀から21世紀へ HOP STEP NAGOYA（2000年） - 年越しカウントダウンミュージカル
- ホクトウの森（2001年、2003年） - 2001年うつくしま未来博ジャパンエキスポ大賞優秀賞受賞
- みちぶしん（2003年 - ）
- われら地球族!（2005年） - 愛・地球博ウェルカム特別公演
- どんどんどんどん（2005年） - 愛・地球博モリゾー・キッコロメッセ出展プログラム
- 世界はまるい（2005年）
- エネルギーの昨日・今日・明日を描くオリジナルミュージカル「あしたくる風」(風と土と水と太陽のものがたり)（2007年）
- 映画作品　走れ！ケッタマシン ウエディング狂騒曲（2002年）蒼井優、美保純、新山千春、上條恒彦、高畑充希、杏 (女優)

## 関連書籍
- 「棚田はエライ―棚田おもしろ体験ブック」（農山漁村文化協会、1999年）石井里津子、新潟県安塚町
- 「関係性マーケティングと演劇消費 熱烈ファンの創造と維持の構図」（ダイヤモンド社、1999年）和田充夫
- 「応援談」（1995年）劇団ふるさときゃらばん
- 「裸になったサラリーマン取材ノート」（日本能率協会マネジメントセンター、1995年）
- 「ふるさときゃらばん大辞典」（1993年）劇団ふるさときゃらばん
- 「ふるさときゃらばんが走る」（白水社、1990年）金丸弘美
- 「英伸三が撮ったふるさときゃらばん―人の住むところどこにでも劇場ができる」（晩声社、1989年）英伸三
- 「現代フルサト主義―おれのフルサトが世界の中心だ」（富民協会、1987年）石塚克彦、矢口高雄、篠原孝、小野寺喜一郎、福田定良
- 「青年団生き残り戦争―街や村でいま ふるさときゃらばんミュージカルにとりくんだ栃木県・青年団の調」（ざ・とむとむ、1984年）石塚克彦、郷原茂樹